# Karl Bernhard von Budberg
Karl Bernhard von Budberg (* 31. Mai 1810 in Graudenz; † 29. April 1867 in Breslau) war ein preußischer Generalmajor.

## Leben
Karl Bernhard war Angehöriger des baltischen Adelsgeschlechts von Budberg. Seine Eltern waren der Major im 4. Ostpreußischen Infanterieregiment (Nr. 5), Christoph Bernhard von Budberg (1755–1811) und Charlotte Luise Karoline, geborene von Lindheim (1782–1867).
Seine Laufbahn begann 1822 als Kadett in Potsdam, wobei er 1825 in gleicher Stellung noch nach Berlin wechselte, bevor er 1826 Unteroffizier im 40. Infanterieregiment wurde. Nachdem er 1828 Portepeefähnrich war, stieg er 1829 zum Sekondeleutnant auf und wurde 1832 zum Lehrinfanteriebataillon sowie 1838 zur Garde-Artilleriebrigade kommandiert. Er avancierte 1847 zum Hauptmann und Kompaniechef im 36. Infanterieregiment und wurde 1854 Major und Kommandeur des 11. Bataillons des 23. Landwehrregiments. Seit 1857 war er Kommandeur des Füsilierbataillons des Kaiser-Franz-Grenadierregiments und erhielt 1859 den Roten Adlerorden IV. Klasse. Im selben Jahr stieg er zum Oberstleutnant auf, wurde Kommandeur des mobilen 1. Landwehrregiments und Direktor der kombinierten Divisionsschulen des 1. Armee-Korps. 1860 wurde er nacheinander Führer des 18. kombinierten Infanterieregiments und Kommandeur des Infanterieregiments Nr. 58. Der Beförderung zum Oberst 1861 folgte 1863 die Verleihung des Roten Adlerordens III. Klasse mit Schleife. Budberg hat schließlich 1865 mit dem Charakter als Generalmajor seinen Abschied erhalten.